# Nicolae Timofti
Nicolae Timofti (Ciutulești, 22 dicembre 1948) è un politico e giurista moldavo, presidente della Moldavia dal marzo 2012 al dicembre 2016.
Dopo aver ricoperto la carica di presidente del Consiglio superiore della magistratura moldava, Timofti, candidato dell'Alleanza per l'Integrazione Europea, è stato eletto presidente della Moldavia con una maggioranza di voti in parlamento di 62 deputati; succede a Marian Lupu, presidente ad interim dal 2010.